# Johan Nordström (idé- och lärdomshistoriker)
Nils Johan Nordström, född 18 maj 1891 i Öjebyn i Piteå landsförsamling, död 16 juli 1967 i Uppsala, var en svensk idé- och lärdomshistoriker, och anses som grundare av detta ämne som självständig disciplin i Sverige.
Han blev 1932 den förste innehavaren av Emilia och Gustaf Carlbergs professur i idé- och lärdomshistoria vid Uppsala universitet och grundade två år senare (1934) Lärdomshistoriska samfundet, vars årsbok Lychnos började utkomma 1936.

## Verksamhet
Som litteraturhistoriker under 1910- och 20-talen ägnade sig Johan Nordström huvudsakligen åt det svenska 1600-talet, Georg Stiernhielm, Olof Rudbeck och Göticismen. Han utgav inom bland annat Hvem har skrifvit Bröllops beswärs ihugkommelse? (1914), Till frågan om Skogekär Bärgbo (1917) och Friedrich Menius (1921), alla publicerade i Samlaren.
Efterhand kom han alltmer att syssla med latinskspråkig, lärd litteratur i stället för skönlitteratur på svenska. Framför allt var det Stiernhielmsstudier som ledde honom dit. Hans avhandling Georg Stiernhielm, Filosofiska fragment om Stiernhielms filosofiska fragment från 1924 baserar sig helt på lärda, vetenskapliga texter. Nordström beskriver bl.a. mosaisk naturfilosofi, Gassendis atomlära, sociniansk rationalism, tysk spiritualism (rosencreutzare och andra) samt inte minst den aristoteliska filosofin och den samtida diskussionen inom denna. Nordström ville i "Medeltid och renässans" (1929) hävda att renässansen uppstod i Frankrike redan på 1100-talet och inte i Italien 200 år senare. Nordström ägnade sig sedan huvudsakligen åt göticismen,  föreställningen om Sverige som folkens urhem och kulturens vagga. Han skrev om Olof Rudbecks Atlantica i kapitlet "De yverbornes ö", i "Rudbecksstudier" (1930). I Atlantican, ett verk på fyra band, vill Rudbeck visa att Sverige kort efter syndafloden kom att befolkas av ättlingar till Noas son Jafet och att mycket av den europeiska odlingen i själva verket härstammade från detta folk, som han identifierade med goterna, samma folk som plundrade Rom. Olof Rudbeck själv skriver i Atlantican: "Sverige, det nutida, levande, påtagliga, där vi leva vårt dagliga liv, är Manhem, Atlantis, Paradiset, mänsklighetens urhem, hesperidernas trädgård med guldäpplena. Intet skönt, stort eller gott finnes i människovärlden, ingen kunskap, ingen konst, ingen dygd, till vilken ej svenskarna äga förhandsrätt och urgammal hävd."
Det viktigaste elementet i det som kan kallas Nordströms metod är strävan till inlevelse och historisk förståelse. Här ansluter han sig till gängse tradition hos till exempel Schück, Burckhardt och Dilthey. Detta historistiska betraktelsesätt skiljer Nordström från Sarton och den positivistiska traditionen i vetenskapshistorien. Nordström tillmäter de idémässiga faktorerna en större roll för den historiska utvecklingen än de materiella. 
Från 1933 ägnade sig Nordström mest åt naturvetenskapernas historia. Då hade han kommit i kontakt med den positivistiska vetenskapshistorien och stod i brevkontakt med bland andra Sarton. Nordström skriver: "Med vetenskapens historia som ledmotiv öppnar sig en annan meningsfullare, trösterikare och väl i grunden sannare utsikt över mänsklighetens vandring genom tiderna" (1933).
Nordström blev 1930 ledamot av Humanistiska vetenskapssamfundet i Uppsala, 1934 av Samfundet för utgivande av handskrifter rörande Skandinaviens historia, 1944 av Vitterhetsakademien och 1945 av Vetenskapssocieteten i Uppsala.  Han invaldes 1950 som ledamot nummer 959 av Kungliga Vetenskapsakademien.